# Чернелицкая поселковая община
Чернелицкая поселковая общи́на (укр. Чернелицька селищна громада) — территориальная община в Коломыйском районе Ивано-Франковской области Украины.
Административный центр — посёлок Чернелица.
Население составляет 6540 человек. Площадь — 129,8 км².

## Населённые пункты
В состав общины входят 1 посёлок (Чернелица) и 9 сёл:
- Ольховцы
- Далешово
- Дубка
- Коленки
- Копачинцы
- Корнев
- Кунисовцы
- Репужинцы
- Хмелева